# خانه کشمیری
خانه کشمیری مربوط به دوره قاجار است و در شیراز، محله تاریخی اسحاق بیگ، کوچه فیلی‌ها واقع شده و این اثر در تاریخ ۲۵ اسفند ۱۳۷۹ با شمارهٔ ثبت ۳۴۰۰ به‌عنوان یکی از آثار ملی ایران به ثبت رسیده‌است.
خانه کشمیری، متعلق به خاندان اصیل کشمیری است که حدود ۱۲۰ سال قدمت تاریخی دارد.
این خانه در شیراز، در محله تاریخی اسحاق بیگ، کوچه فیلی‌ها قرار گرفته‌است. محله اسحاق بیگ نزدیک بازار وکیل واقع شده‌است، که از بازارهای سنتی در نزدیکی دروازه سعدی شهر شیراز است. این محله چه از نظر ساختار و بنا و چه از نظر ساکنین و محصولات عرضه شده، هنوز اصالت قجری خویش را حفظ کرده‌است.
این منزل در کوچه هفتم پیچ نزدیک حمام لطفعلی خان زند واقع شده‌است.
درب اصلی آن در ضلع شمالی قرار دارد. برای ورود، ابتدا باید وارد یک دالان هشتی شکل شده و سپس وارد صحن حیاط می‌شوید.
این منزل شامل سه قسمت ساختمانی است. ساختمان اصلی در سمت شمال واقع است و دارای یک تالار بزرگ بسیار جالب است که تزئینات بسیار در آن انجام شده و گچبری و آینه کاری در نوع یکی از بهترین هنرهای تزئینی است.
همچنین نقاشی‌های رنگ و روغن که در سقف و پیشانی خارجی انجام گرفته بسیار زیباست. درکهای جالب همراه با شیشه‌های رنگی الوان به‌شکل خاصی ساخته و نصب گردیده‌است.
در ضلع خالی غربی و جنوبی نیز بناهایی ساخته شده‌است که ارزش هنری آن‌ها فقط منحصر به گچبری پیش بخاری‌هایش است. صحن حیاط آجری بوده و یک حوض سنگی وسط آن قرار دارد.
مصالح اصلی این ساختمان آجر، گچ و خاک است. این بنا بعنوان منزل مسکونی مورد استفاده بود و سقف آن اردی می‌باشد.